# توکار (بسنی)
توکار (به ترکی استانبولی: Tokar) یک منطقهٔ مسکونی در ترکیه است که در بسنی واقع شده‌است.